# Lingue oshiwambo
La lingua oshiwambo (trascritto anche come oshivambo e otjiwambo) è un gruppo di dialetti bantu della famiglia niger-kordofaniana parlati in Namibia e Angola da diverse comunità di etnia owambo.

## Distribuzione geografica
Le lingua oshiwambo è parlata nell'Angola centro-meridionale e nel nord-ovest della Namibia, nel territorio corrispondente al vecchio bantustan del Kavangoland. 
I principali dialetti del gruppo sono il kwanyama (circa 400.000 parlanti in Angola, 713.919 in Namibia), il ndonga (oltre 200.000 parlanti in Angola, oltre 400.000 in Namibia) e il kwambi (circa 30.000 in Angola); queste tre lingue sono mutuamente comprensibili. Altre due lingue oshiwambo sono lo ngandyera e il mbalanhu.

## Sistema di scrittura
Il kwanyama e lo ndonga sono le uniche due lingue del gruppo ad avere una forma scritta standard, nell'alfabeto latino.